# Jerzy Smyk

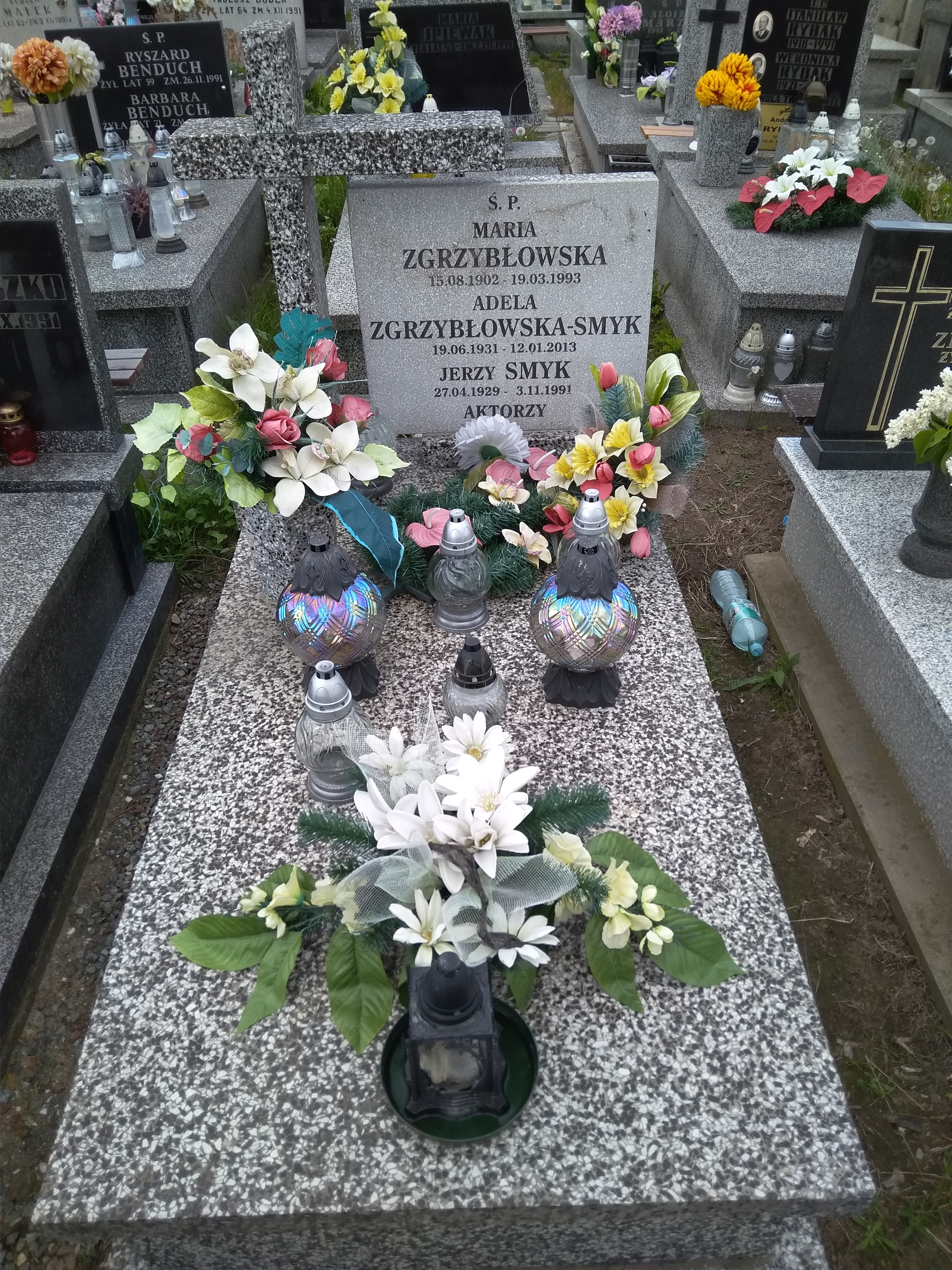
Grób Jerzego Smyka na Cmentarzu Kule w Częstochowie (sektor 130, rząd 6, nr grobu 19)

Jerzy Smyk (ur. 24 kwietnia 1929 w Łodzi, zm. 3 listopada 1991 w Częstochowie) – polski aktor.
Absolwent prawa na Uniwersytecie Wrocławskim (1952). Już wówczas zetknął się z aktorstwem, statystując w latach 1949–1952 we wrocławskich Teatrach Dramatycznych, a następnie w Teatrze Dolnośląskim w Jeleniej Górze. Student krakowskiej PWSA.
Grał na scenach teatrów w: Łodzi (1954–1955), Lublinie (1956–1959, 1965–1970, 1975–1976), Kielcach (1959–1960), Szczecinie (1960–1962), Toruniu (1962–1963), Wrocławiu (1963–1965), Koszalinie (1970–1974), Olsztynie (1974–1975), Opolu (1976–1983), Kaliszu (1983–1984) i Częstochowie (1984–1991).

## Kariera teatralna
- 1949–1952: Teatry Dramatyczne we Wrocławiu – statysta
- 1953–1954: Teatr Dolnośląski w Jeleniej Górze – statysta
- 1954–1955: Teatr Ziemi Łódzkiej w Łodzi – aktor
- 1955–1956: Teatr Dolnośląski w Jeleniej Górze – aktor
- 1956–1959: Teatr im. Juliusza Osterwy w Lublinie – aktor
- 1959–1960: Teatr im. Stefana Żeromskiego (Kielce-Radom) – aktor
- 1960–1962: Teatry Dramatyczne (Teatr Polski) w Szczecinie – aktor
- 1962–1963: Teatr im. Wilama Horzycy w Toruniu – aktor
- 1963–1965: Teatry Dramatyczne (Teatr Polski) we Wrocławiu – aktor
- 1965–1970: Teatr im. Juliusza Osterwy w Lublinie  – aktor
- 1970–1974: Bałtycki Teatr Dramatyczny im. Juliusza Słowackiego (Koszalin-Słupsk) – aktor
- 1974–1975: Teatr im. Stefana Jaracza (Olsztyn-Elbląg) – aktor
- 1975–1976: Teatr im. Juliusza Osterwy w Lublinie – aktor
- 1976–1983: Teatr im. Jana Kochanowskiego w Opolu – aktor
- 1983–1984: Teatr im. Wojciecha Bogusławskiego w Kaliszu – aktor
- 1984–1991: Teatr im. Adama Mickiewicza w Częstochowie – aktor

### Filmografia
- 1955: Trzy starty – Tolek Pilarski
- 1960: Krzyżacy
- 1964: Rękopis znaleziony w Saragossie
- 1965: Gorąca linia
- 1965: Sobótki
- 1966: Czterej pancerni i pies – żołnierz radziecki (odc. 4 Psi pazur)
- 1971: Agent nr 1 – więzień
- 1971: Niebieskie jak Morze Czarne
- 1971: Zaraza
- 1984: Pan na Żuławach (odc. 2 Smak ziemi)